# Pavlovské mokřady
Pavlovské mokřady jsou přírodní rezervace severně od osady Pavlov, části obce Benešov v okrese Blansko. Lokalita patří do přírodního parku Řehořkovo Kořenecko. Důvodem ochrany je rašeliniště přechodového až vrchovištního typu jako jediná lokalita v rámci geomorfologického celku Drahanské vrchoviny.

## Flóra
Z rostlin se na území vyskytuje prstnatec májový (Dactylorhiza majalis), upolín nejvyšší (Trollius altissimus), kosatec sibiřský (Iris sibirica), zvonečník hlavatý (Phyteuma orbiculare), ďáblík bahenní (Calla palustris), prstnatec plamatý (Dactylorhiza maculata), mečík střechovitý (Gladiolus imbricatus), tolije bahenní (Parnassia palustris), všivec bahenní (Pedicularis palustris), všivec lesní (Pedicularis sylvatica), starček potoční (Tephroseris crispa), přeslička zimní (Equisetum hyemale), kozlík dvoudomý (Valeriana dioica), rozrazil štítkovitý (Veronica scutellata), violka bahenní (Viola palustris), vrba pětimužná (Salix pentandra), vrba ušatá (Salix aurita), bříza pýřitá (Betula pubescens), suchopýr úzkolistý (Eriophorum angustifolium), suchopýr pochvatý (Eriophorum vaginatum), jednokvítek velekvětý (Moneses uniflora), korálice trojklaná (Corallorhiza trifida), klikva bahenní (Vaccinium oxycoccos) či rosnatka okrouhlolistá (Drosera rotundifolia).
V minulosti se na lokalitě vyskytovali též hadí jazyk obecný (Ophioglossum vulgatum), rozchodník huňatý (Sedum villosum) a vachta trojlistá (Menyanthes trifoliata).

## Fauna
Z živočišné říše na se v lokalitě nachází zmije obecná (Vipera berus), čolek horský (Ichthyosaura alpestris), linduška luční (Anthus pratensis) nebo bekasina otavní (Gallinago gallinago). Pravidelně se na mokřadech objevuje čáp černý (Ciconia nigra). Prostředí vyhovuje i šplhavcům, hnízdí zde například strakapoud malý (Dryobates minor). Z dravců jsou pravidelnými návštěvníky káně rousná (Buteo lagopus) a moták pochop (Circus aeruginosus). Pozorován zde byl i orel mořský (Haliaeetus albicilla) či orlovec říční (Pandion haliaetus).

## Historie

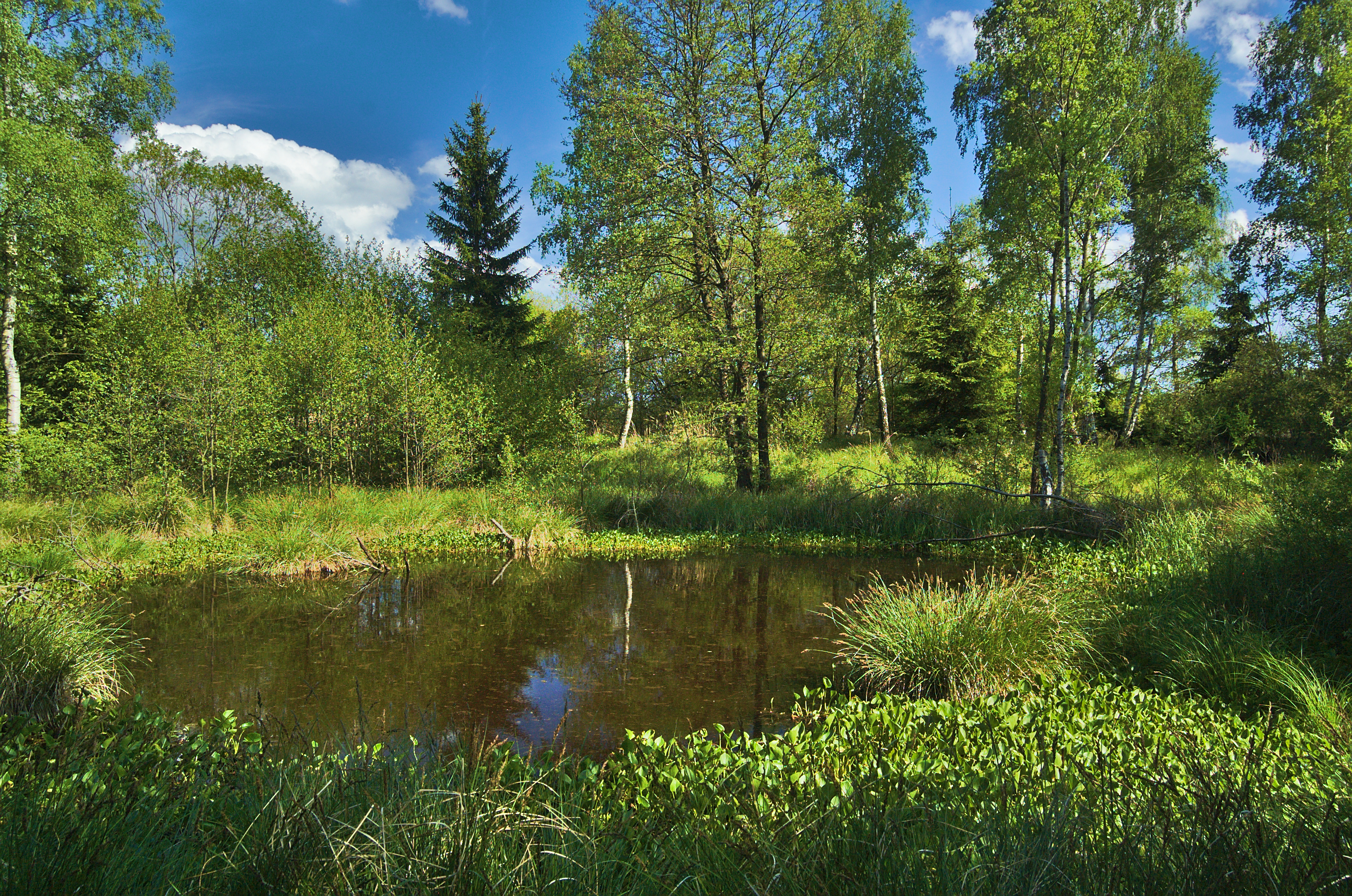
Tůň vzniklá těžbou rašeliny

V dávnější minulosti byla luka odvodňována pouze mělkými příkopy. K prvním závažnějším zásahům došlo v letech 1941 a 1942, kdy byla oblast odvodněna melioračními rýhami.
Velké škody napáchaly odvodňovací práce z let 1959 - 1961, kdy byly meliorační rýhy značně prohloubeny a ve velkém těžena rašelina.
K vyhlášení přírodní památky došlo roku 1988, k jejímu přehlášení o osm let později.

### Historie výzkumu
Roku 1946 vyšla první zpráva zabývající se botanickým průzkumem lokality od jevíčského učitele Františka Továrka. O dvacet let později vyšla práce Zbyška Továrka zabývající se komplexem rašelinných luk u Pavlova v časopise Malá Haná.
Ve své diplomové práci popsal lokalitu roku 1957 Vladimír Řehořek.
Oblast zkoumali pro potřeby ochrany přírody v roce 1960 Vladislav Kavka a Vladimír Souček.
V letech 1981 a 1982 prováděl biogeografický průzkum Jan Lacina pro potřeby místního JZD Skály.
Inventarizační průzkum a podrobné zpracování lokality pak provedla Jitka Svobodová v roce 1989.

## Geologie
Podloží tvoří kulmské droby a slepence, nad nimi se vyvinuly organozemní gleje a v souvislosti s rašelinným procesem i organozemní gleje, v úbočích přecházejících do pseudoglejí a pseudoglejových kambizemí.

## Vodstvo

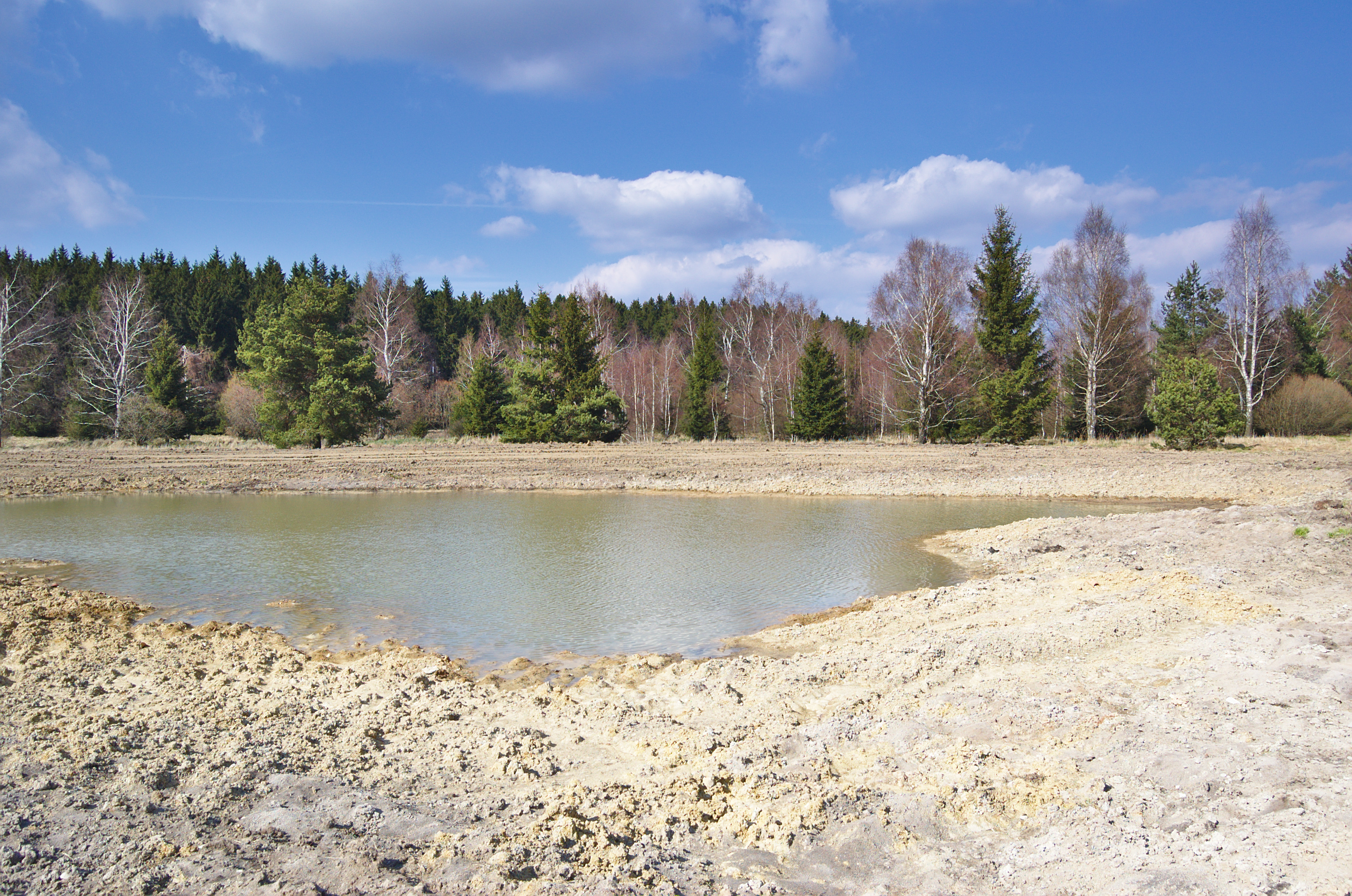
Nově budovaný rybník

Celou oblast odvodňuje říčka Bělá, která protéká jen pár set metrů jižně od chráněného území a pak jim protéká. V lokalitě svou vodou zásobuje několik rybníků a tůní, které vznikly při těžbě rašeliny. Celá oblast je silně podmáčená, neboť jde o pramennou lokalitu Bělé.
Kvůli vysychání oblasti byly v roce 2015 provedeny záchranné práce, v rámci kterých byl odbahněn Červený rybník a postaven nový, dvouhektarový rybník.
V lokalitě se nacházejí rašeliniště.

## Fotogalerie

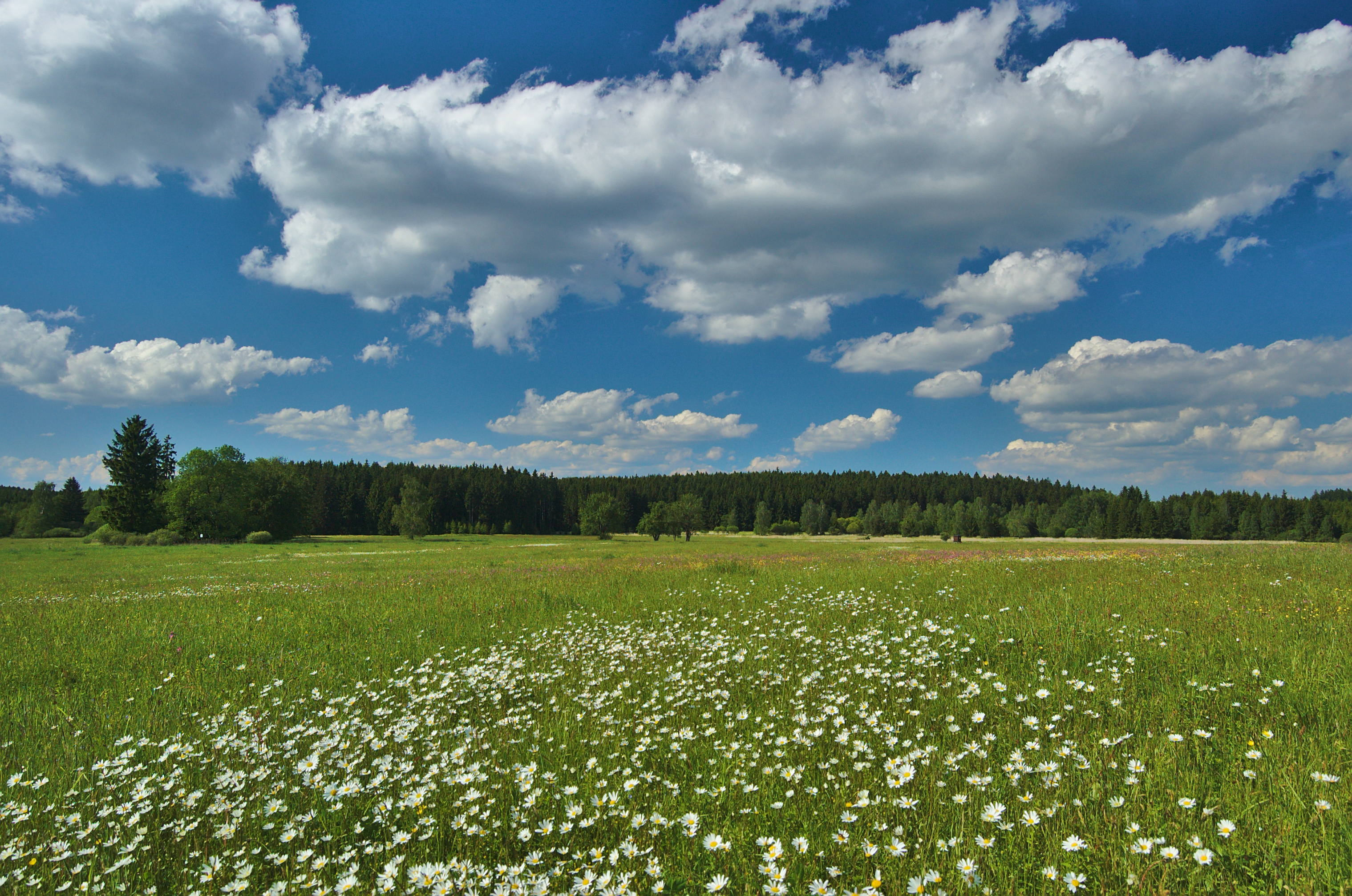
Louka v květu
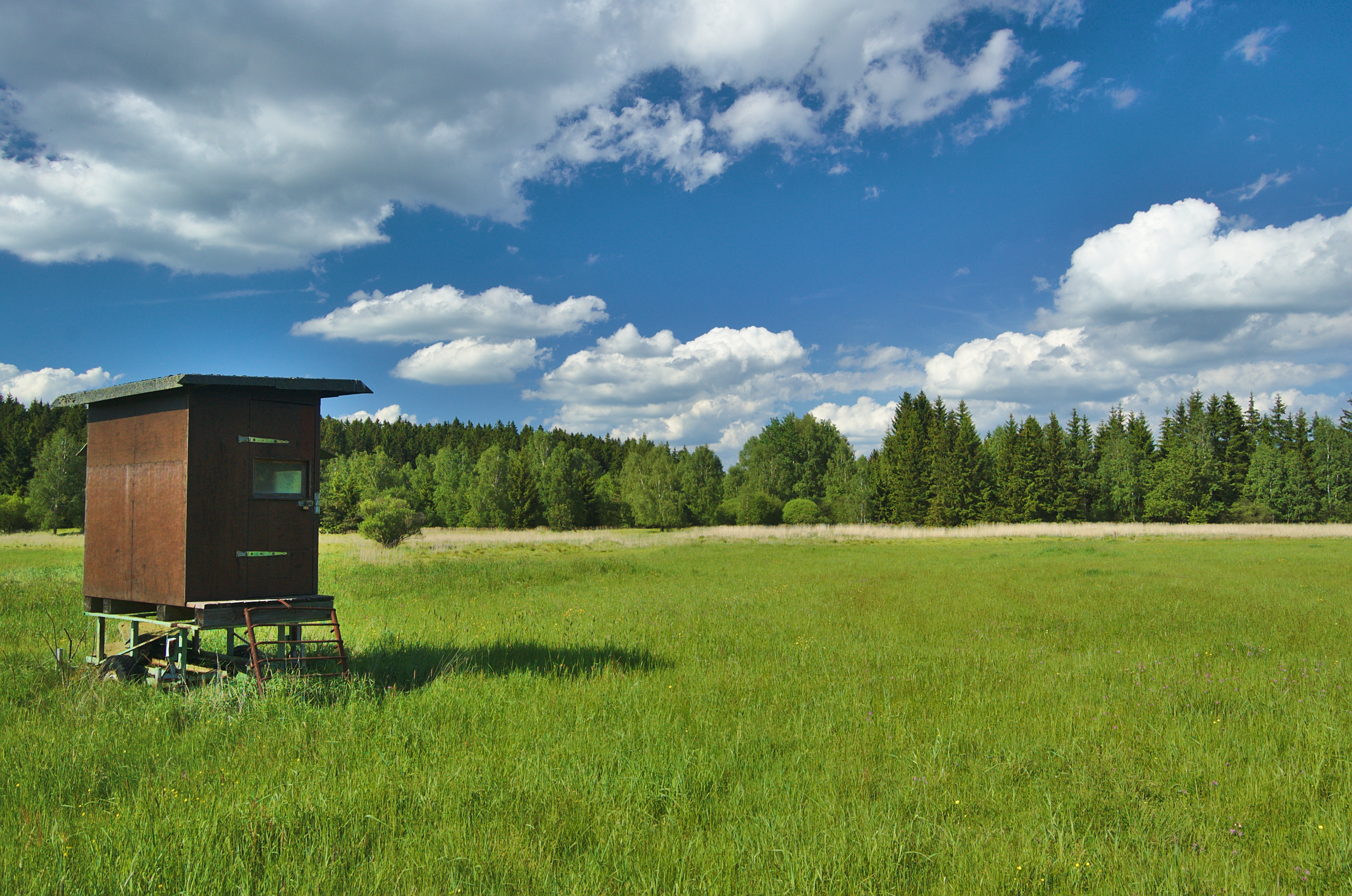
Posed
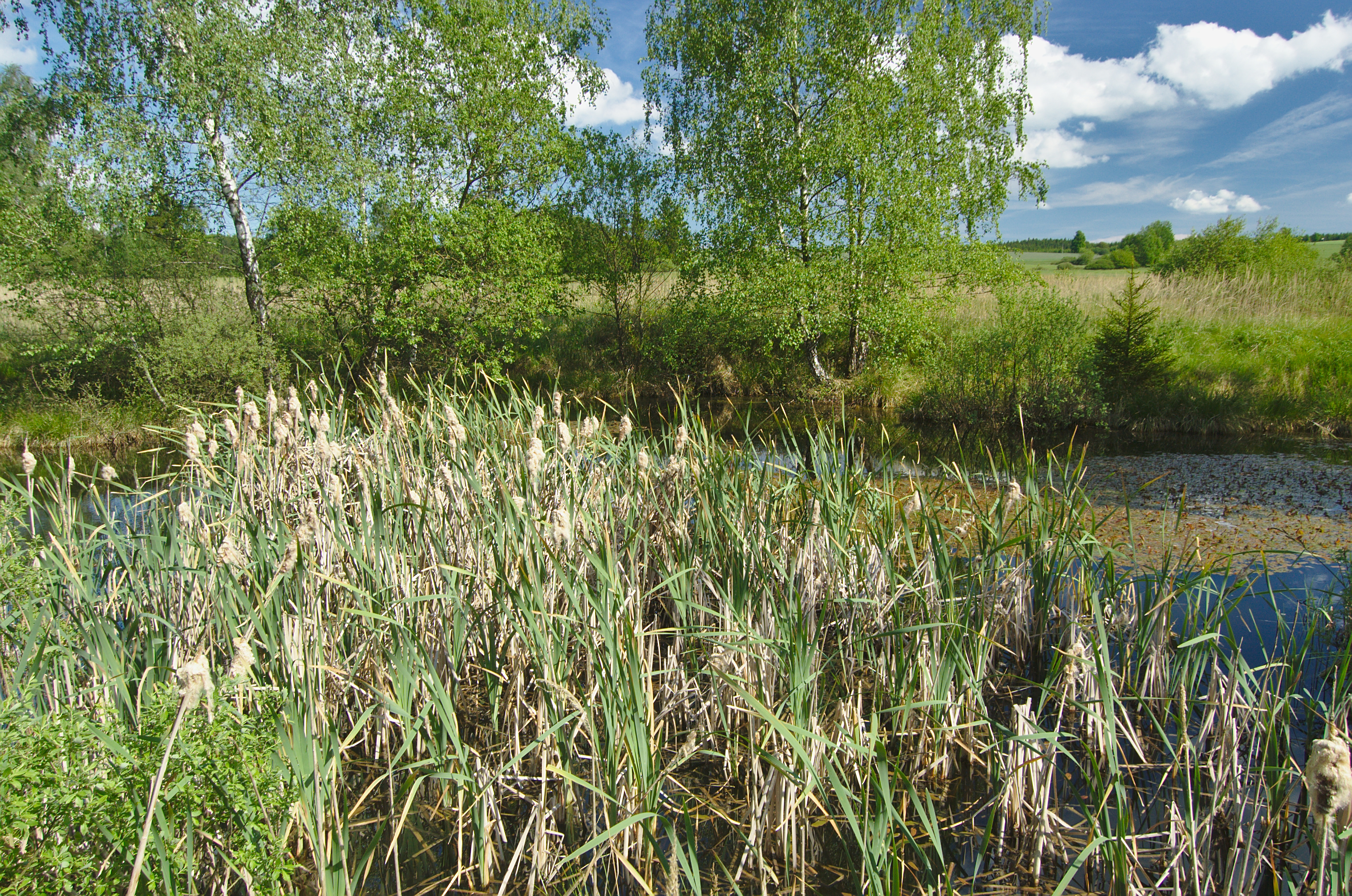
Tůň vzniklá těžbou rašeliny
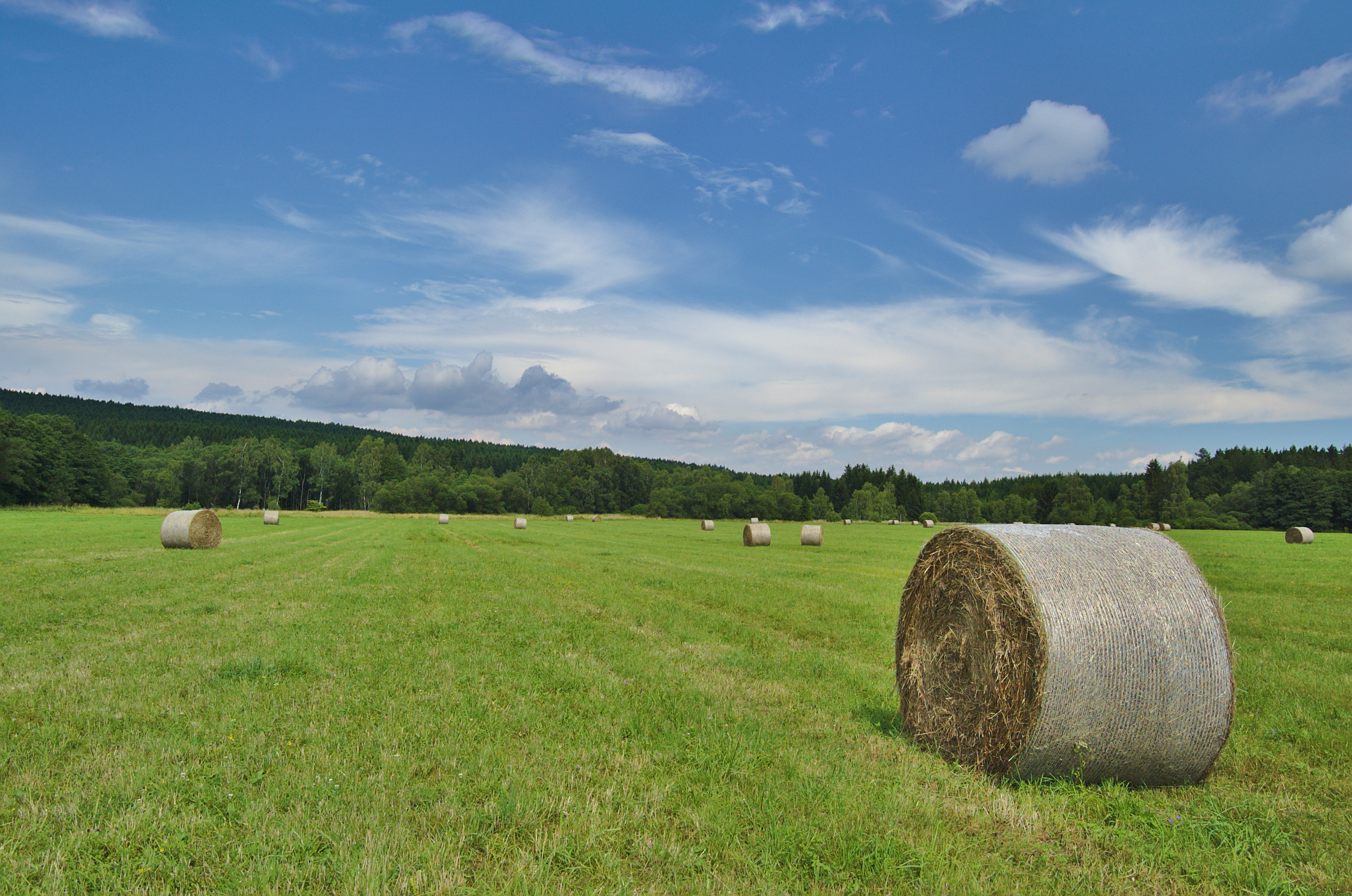
Celkový pohled
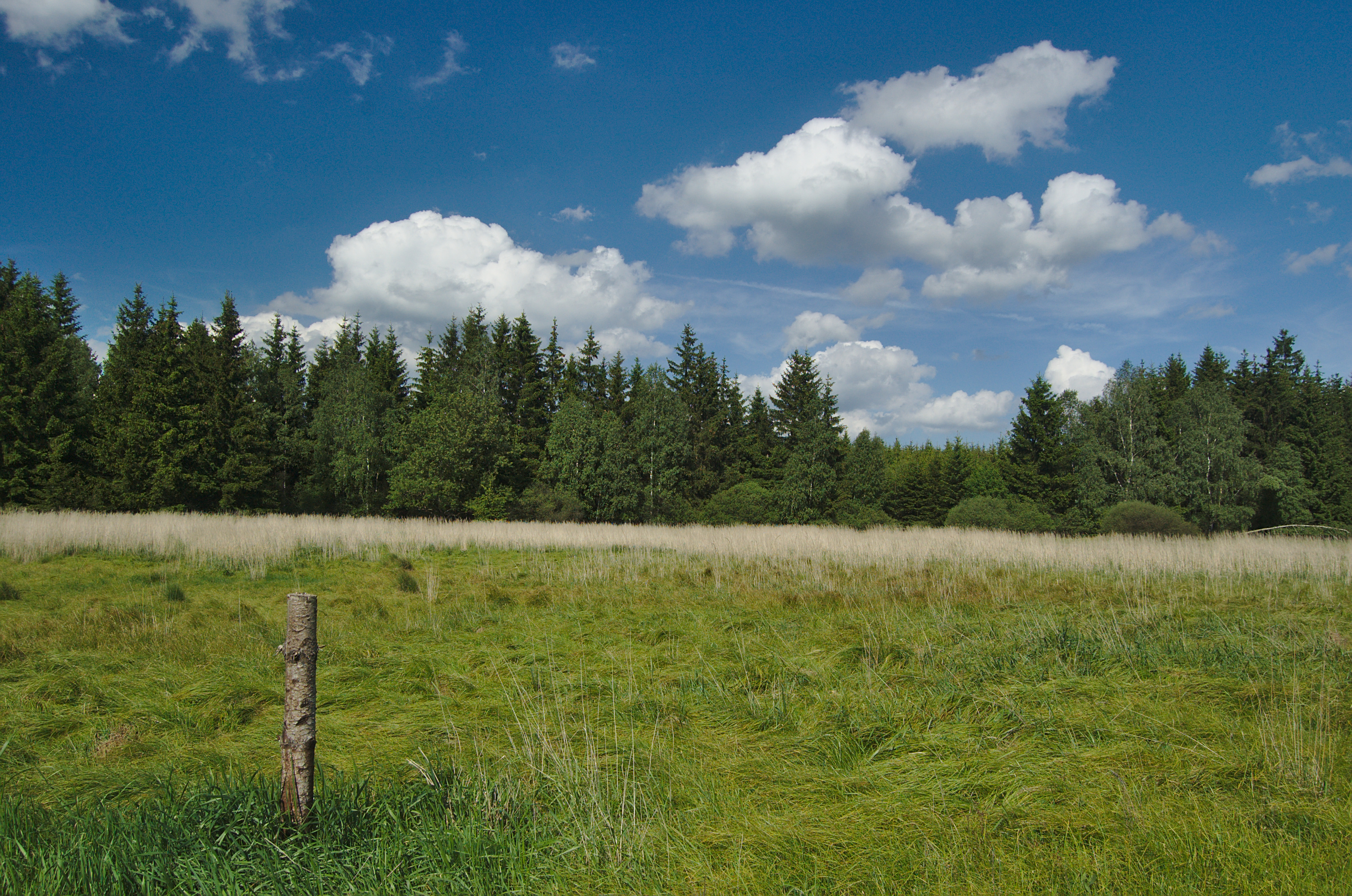
Podmáčená část
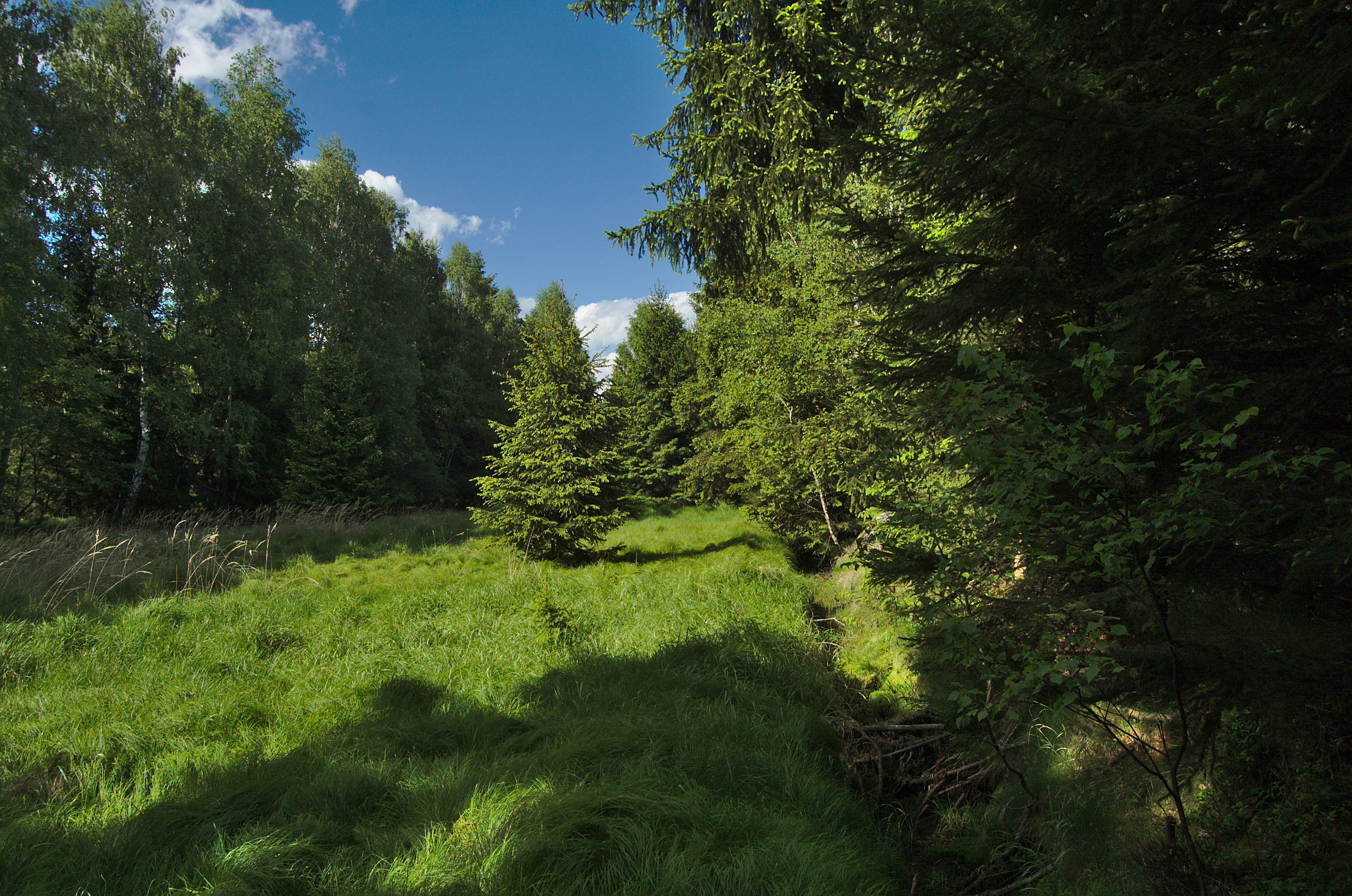
Lesní část
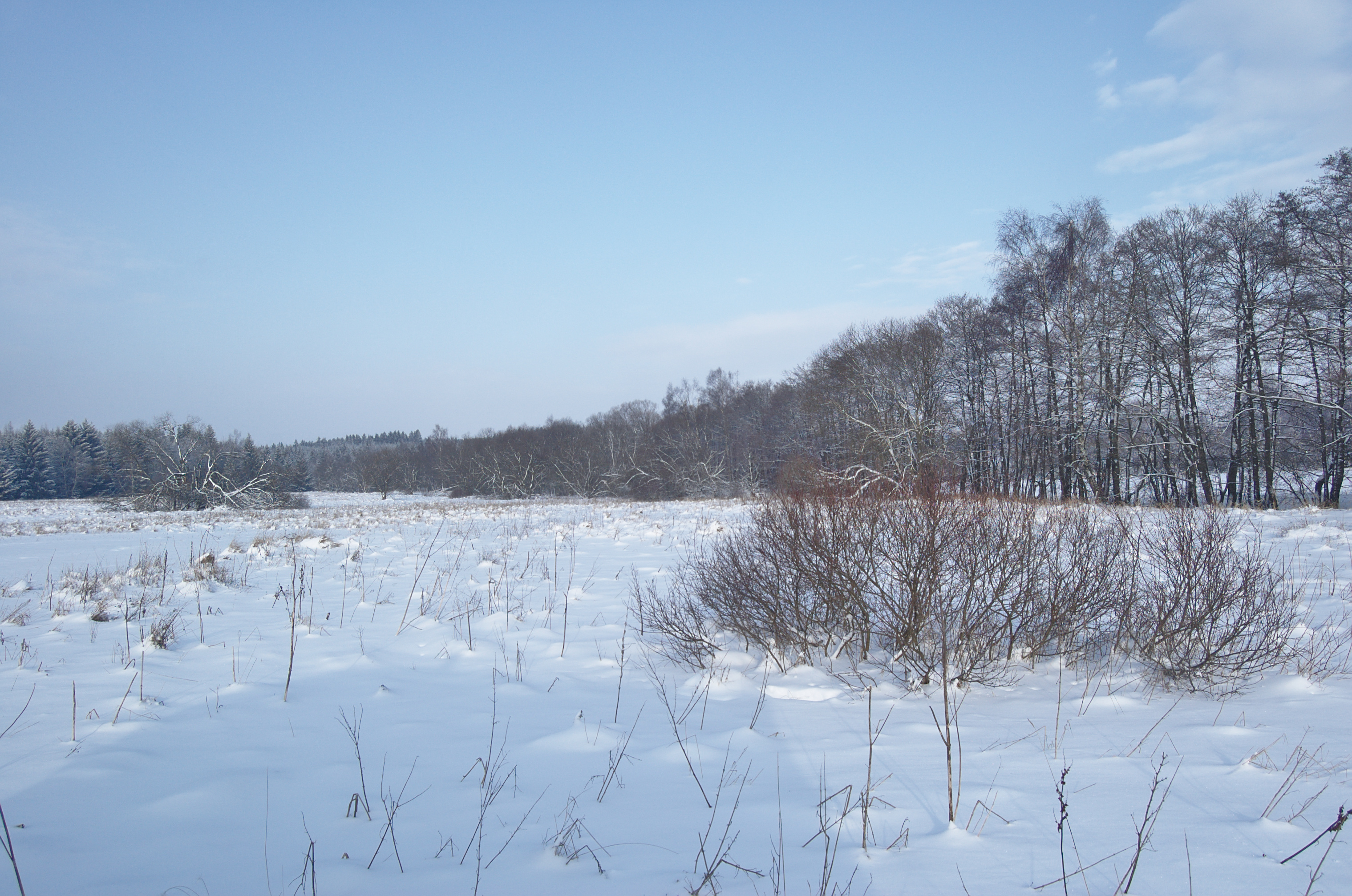
Vrbička, vpravo v pozadí Bělá
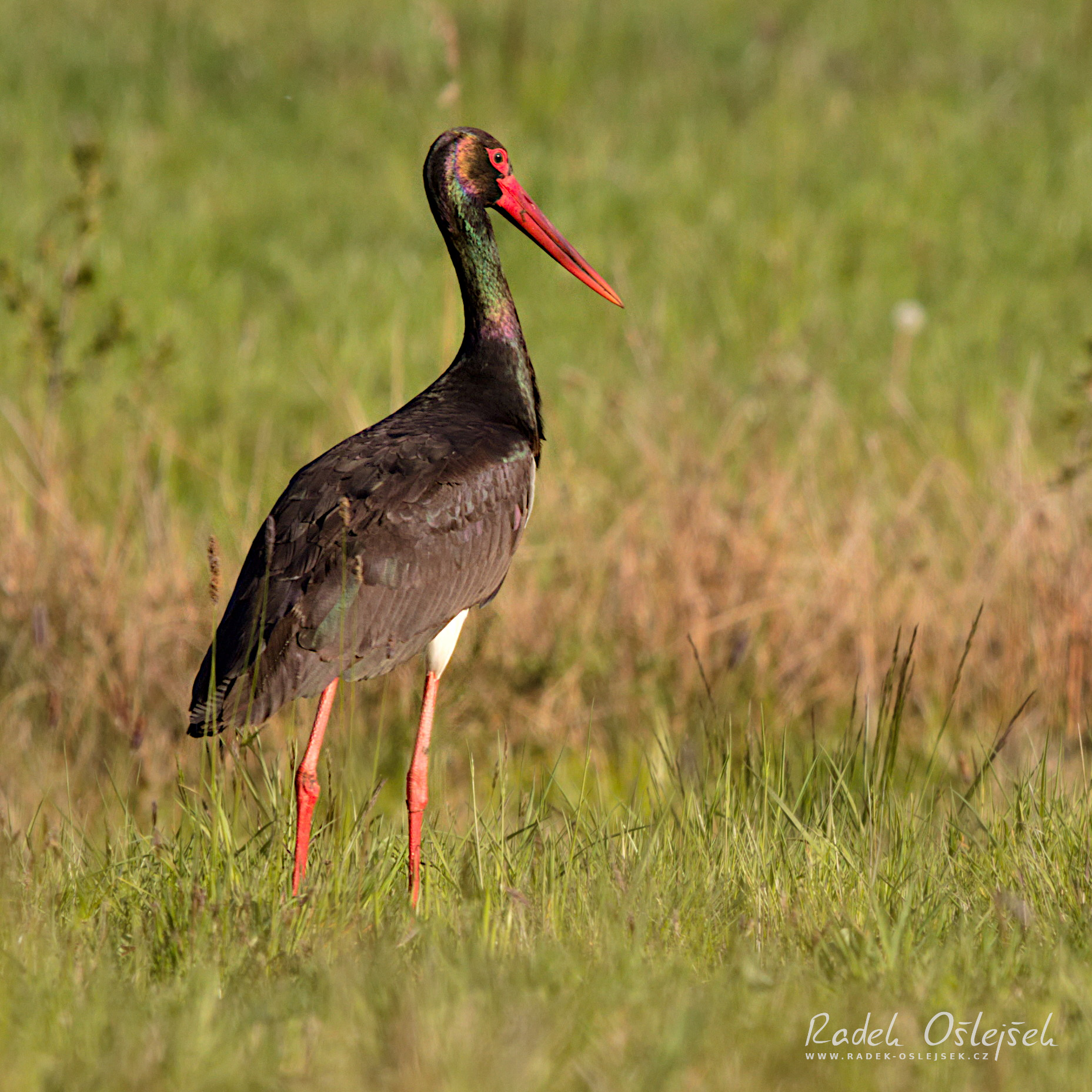
Čáp černý - pravidelný návštěvník mokřadů
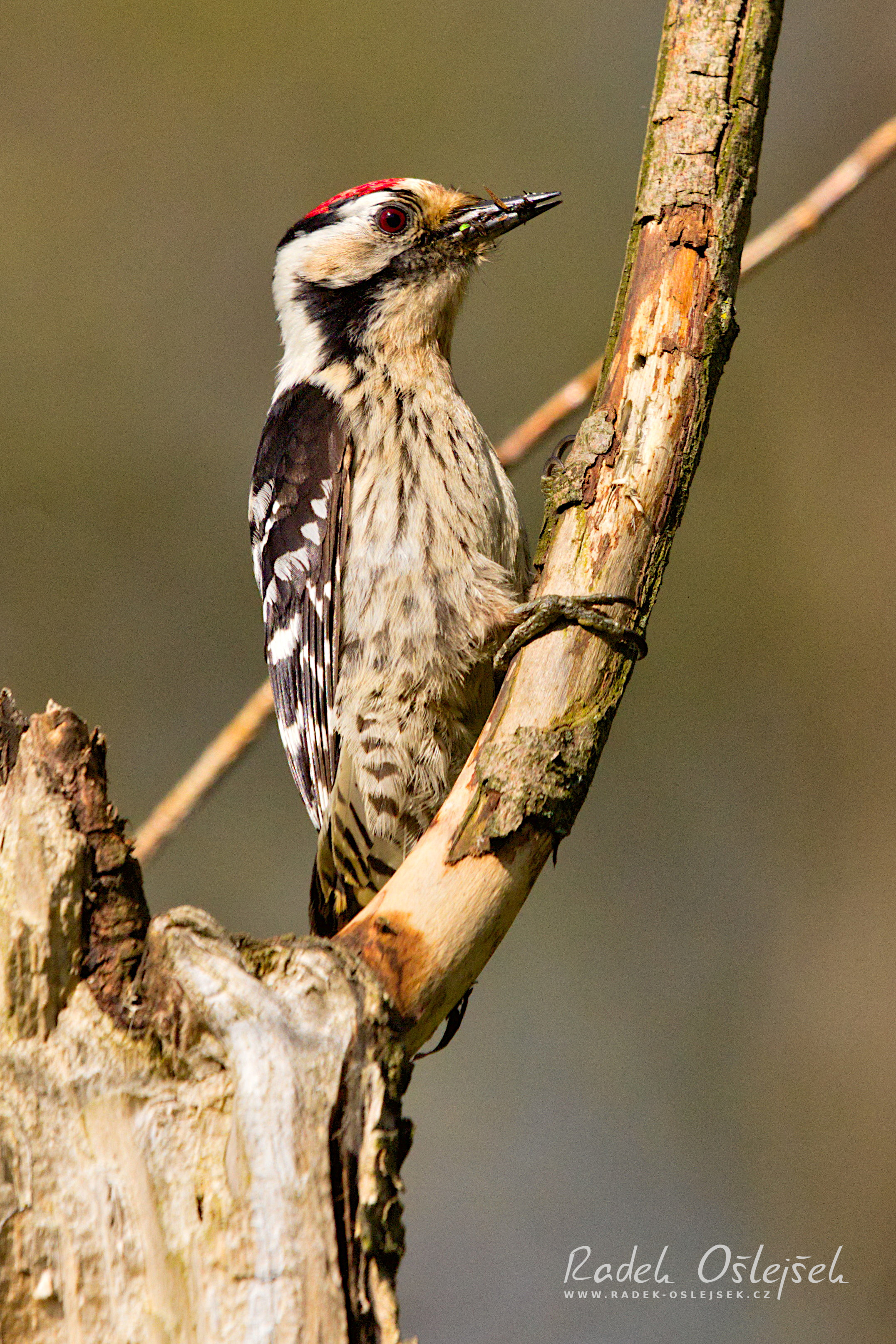
Strakapoud malý - pravidelně hnízdící druh
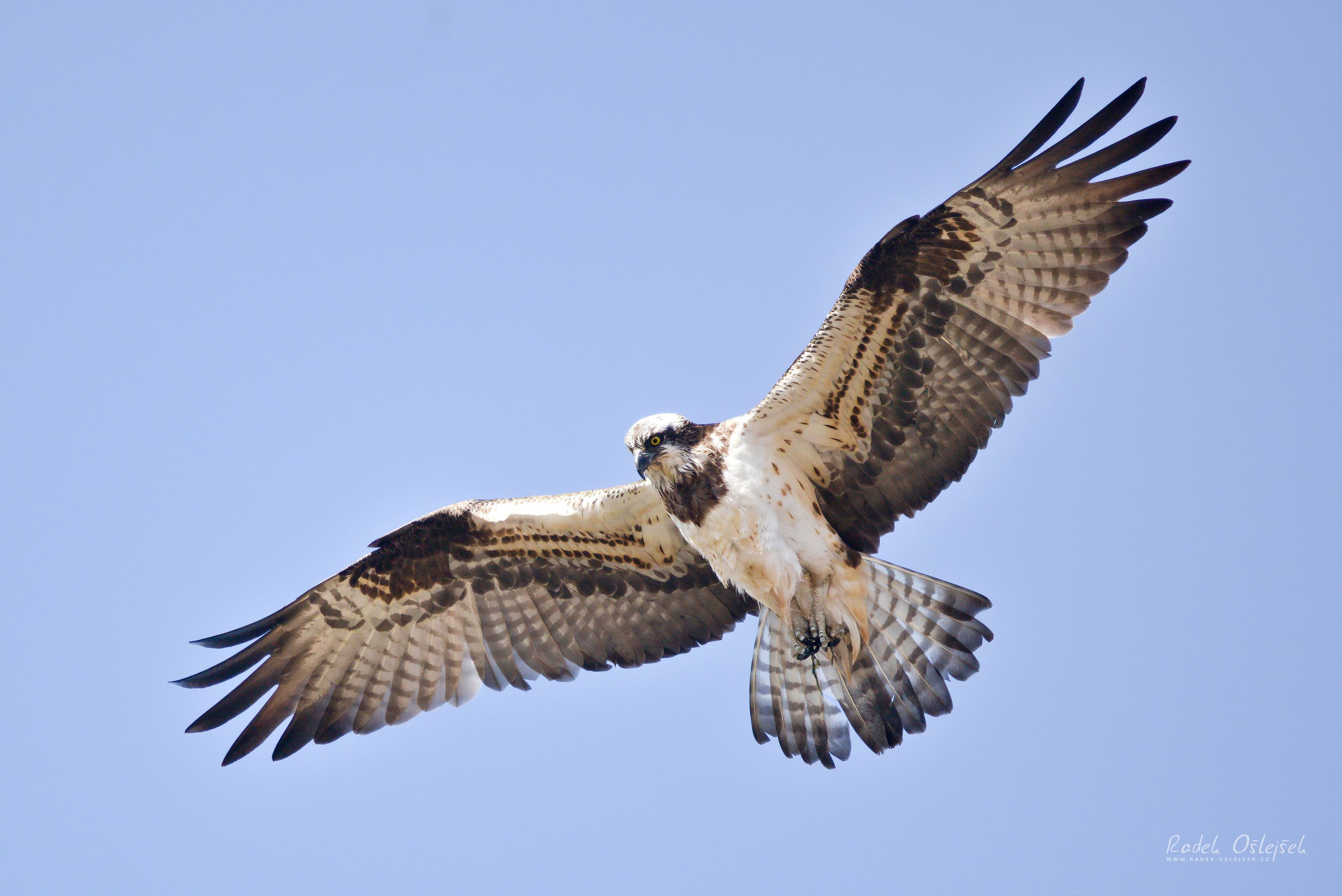
Orlovec říční - vzácný návštěvník mokřadů